# 2002 CU154
2002 CU154, também escrito como 2002 CU154, é um objeto transnetuniano que está localizado no Cinturão de Kuiper, uma região do Sistema Solar. Este objeto é classificado como um cubewano. Ele possui uma magnitude absoluta de 6,8 e tem um diâmetro estimado com cerca de 201 km.

## Descoberta
2002 CU154 foi descoberto no dia 6 de fevereiro de 2002 pelo astrônomo Marc W. Buie.

## Órbita
A órbita de 2002 CU154 tem uma excentricidade de 0,066 e possui um semieixo maior de 44,074 UA. O seu periélio leva o mesmo a uma distância de 41,554 UA em relação ao Sol e seu afélio a 41,165 UA.